# Peter Bien (Anglist)
Peter Adolph Bien (* 28. Mai 1930 in New York, New York) ist ein US-amerikanischer Anglist und Neogräzist und emeritierter Professor am Department of English des Dartmouth College in Hanover, New Hampshire, USA.
Bien hat zunächst am Haverford College ein Musikstudium mit dem B.A. abgeschlossen, bevor er an der Columbia University in New York Anglistik und Vergleichende Literaturwissenschaft studierte und dort 1961 zum Ph.D. promoviert wurde. 2007 wurde er zum Ehrendoktor der Aristoteles-Universität Thessaloniki ernannt.
Bien arbeitet als Anglist hauptsächlich zur modernen britischen Prosa, als Neogräzist zur griechischen Sprache und griechischen Literatur des 20. Jahrhunderts, insbesondere zu Nikos Kazantzakis und Dichtern wie Giannis Ritsos und Konstantinos Kavafis. Er ist auch als Übersetzer von Kazantzakis und von Stratis Myrivilis ins Englische hervorgetreten.

## Schriften (Auswahl)
Bücher
- (Hrsg., mit Karen Van Dyck, Peter Constantine, Edmund Keeley): A Century of Greek Poetry: 1900–2000 (River Vale, NJ: Cosmos, 2004) – zweisprachige Ausgabe
- (mit Dimitri Gondicas, John Rassias, Andromache Karanika, Chrysanthi Yiannakou-Bien): Greek Today. Lebanon, NH: University Press of New England, 2004.
- Kazantzakis: Politics of the Spirit. Princeton: Princeton University Press, 1989. Griechische Übersetzung: Panepistimiakes ekdoseis Kritis 2001.
- Three Generations of Greek Writers: Introductions to Cavafy, Kazantzakis, Ritsos. Athens: Efstathiadis, 1983.
- Αντίθεσις και σύνθεσις στην ποίηση του Γιάννη Ρίτσου. Athens: Kedros, 1980. („Antithese und Synthese in der Dichtung des Giannis Ritsos“)

Übersetzungen
- Stratis Myrivilis: Life in the Tomb. Translated by Peter Bien. Lebanon, NH: University Press of New England, 1977. River Vale, NJ: Cosmos Publications, 2004.
- Nikos Kazantzakis: The Last Temptation of Christ. Translated by Peter Bien. New York: Simon and Schuster, 1960.